# Feria Nacional del Libro de Escritoras Mexicanas
La Feria Nacional del Libro de Escritoras Mexicanas, también conocida como Fenalem, es un evento que se realiza una vez al año en México.

## Descripción
Surgió en 2020 como respuesta a la reducción de la participación de escritoras en la Feria Internacional del Libro de Guadalajara que, debido a la pandemia de la COVID-19 realizó el evento de forma virtual con menos de 300 actividades de las 3000 originalmente planeadas. Una de las presentaciones canceladas fue la Tercera Antología de Escritoras Mexicanas, editada por el proyecto cultural Escritoras Mexicanas quienes decidieron crear la Fenalem para ofrecer un espacio a las autoras noveles y de larga trayectoria.
Las organizadoras comentaron que la primera feria dedicada a la literatura de escritoras generó un impacto favorable, pues recibieron mensajes de autoras de Centroamérica y América del Sur interesadas en participar en la edición 2021.

### Fenalem 2020
La primera edición reunió a más de 100 autoras mexicanas con libros realizados en casas editoriales o autopublicados. Además de las participantes programadas de acuerdo a las zonas Sur, Centro, Norte y Bajío de México, también incluyó un Encuentro de escritoras de lenguas originarias y un Encuentro internacional. Durante el 8 al 11 de diciembre efectuaron mesas de diálogo de novela, cuento, poesía, literatura infantil y talleres, un total de 30 sesiones en línea.
Contó con la participación de Silvia Molina, Ana García Bergua, Ethel Krauze, Beatriz Graf, Mónica Castellanos, Sofía Segovia, Lyz Sáenz, Maritza Buendía, Clyo Mendoza y Rosa Montero, entre otras. El comité organizador fue conformado por 16 escritoras; Cristina Liceaga, Guadalupe Vera, Carla Cejudo, Patricia Bermúdez, Mayahuel Zárate, Julia Cuéllar, Jazmín García Vázquez, Elsa D. Solórzano, Magdalena Pérez Selvas, Maru San Martín, Fanny Morán, Marisol Vera Guerra, Camelia Rosío Moreno, Perla Santos, Kiara Fernández y Alejandra R. Montelongo.

### Fenalem 2021
La feria virtual se llevó a cabo del 8 al 11 de septiembre de 2021, formaron parte más de 100 escritoras y tuvo como lugar invitado al estado de México. Adicional a las actividades dedicadas a los géneros literarios y presentaciones de libros, programaron mesas de debate; Mujeres en el periodismo cultural, Literatura en la era digital y Hombres que leen mujeres, esta última con autores y personas con interés en la escritura.
Participaron Laura Monzón, Elizabeth Villa, Marcia Ramos, Lluvia Méndez, Ethel Krauze, Ariatna Gamez Soto, Marvey Artúzar, Mónica Hernández, María Rascón, Thania López, María Edith Velázquez, Daniela Pérez Sánchez, Aída M. Zúñiga, Karla Montalvo, Daniela Becerra, Teresa Tagle, Midori Nakagawa, Odeth Osorio Orduña, Rosa Xochiquetzal Salazar, Araceli Amador, Rosa del Alba, Rose Mary Salum, Salud Ochoa, Lu Schaffer, Sonia Silva-Rosas, Irma Gallo, Saraí Campech, Daniella Blejer, Ruth Pérez Aguirre, Cecilia del Toro y Daniela Ruelas, entre otras.
Las escritoras Cristina Liceaga, Patricia Bermúdez, Marisol Vera, Carla Cejudo, Maru San Martín, Julia Cuéllar, Magdalena Pérez Selvas, Elsa D. Solórzano, Jazmín García Vázquez, Fanny Morán, Camelia Rosío Moreno, Guadalupe Vera,  Alejandra R. Montelongo y Perla Santos organizaron la segunda edición de la Fenalem.
Julia Cuéllar mencionó la misión de la feria en una entrevista con el diario La Jornada: visibilizar a las autoras mexicanas, un proyecto enfocado en la "literatura hecha por mujeres". El comité organizador realizó cursos y talleres para cubrir los costos del evento, además de la venta del libro Diez pasos hacia un texto, antología que incluye dos escritos de cada autora y consejos para elaborar cuentos, poemas, ensayos y otros temas.

## Ediciones
- Primera edición: evento virtual del 8 al 11 de diciembre de 2020.[5]
- Segunda edición: evento virtual del 8 al 11 de septiembre de 2021.[10]